# Navarretia tagetina
Navarretia tagetina är en blågullsväxtart som beskrevs av Edward Lee Greene. Navarretia tagetina ingår i släktet navarretior, och familjen blågullsväxter. Inga underarter finns listade i Catalogue of Life.